# Метро-Сентер (станция метро)
Метро-Сентер (англ. Metro Center) — подземная пересадочная станция Вашингтонгского метро на Красной, Синей, Оранжевой и Серебряной линиях. Это одна из 5 первых станций системы метрополитена. Она представлена тремя платформами: 2 боковыми на верхнем уровне и 1 островной на нижнем уровне. Станция обслуживается Washington Metropolitan Area Transit Authority. Расположена в Даунтауне с выходами на Джи-стрит у 11-й, 12-й и 13-й улиц, и на углу 12-й улицы и Эф-стрит, Северо-Западный квадрант Вашингтона. Один из центральных узлов Вашингтонского метрополитена. Пассажиропоток — 9.731 млн. (на 2010 год).
Станция была открыта 27 марта 1976 года.
Открытие станции приурочено к введению в эксплуатацию 1-й очереди системы Вашингтонского метрополитена, представленной 5 станциями (все на Красной линии): Фаррагут-Норт, Метро-Сентер, Джудикери-сквер, Юнион-Стейшн, Род-Айленд-авеню — Брентвуд. Спустя год после открытия станции: 1 июля 1977 года была построена 1-я очередь Синей линии длиной 19,0 км, сделав станцию пересадочной, соединив Национальный аэропорт и РФК Стэдиум, и было открыто 16 станций. Оранжевая линия обслуживает станцию со времени открытия 20 ноября 1978 года. Открытие Серебряной линии запланировано на 2013 год.

## Станция в культуре
Станция Метро-Сентер появляется в компьютерной игре Fallout 3.